# Ficus nymphaeifolia
Ficus nymphaeifolia là một loài thực vật có hoa trong họ Moraceae. Loài này được Mill. mô tả khoa học đầu tiên năm 1768.

## Hình ảnh

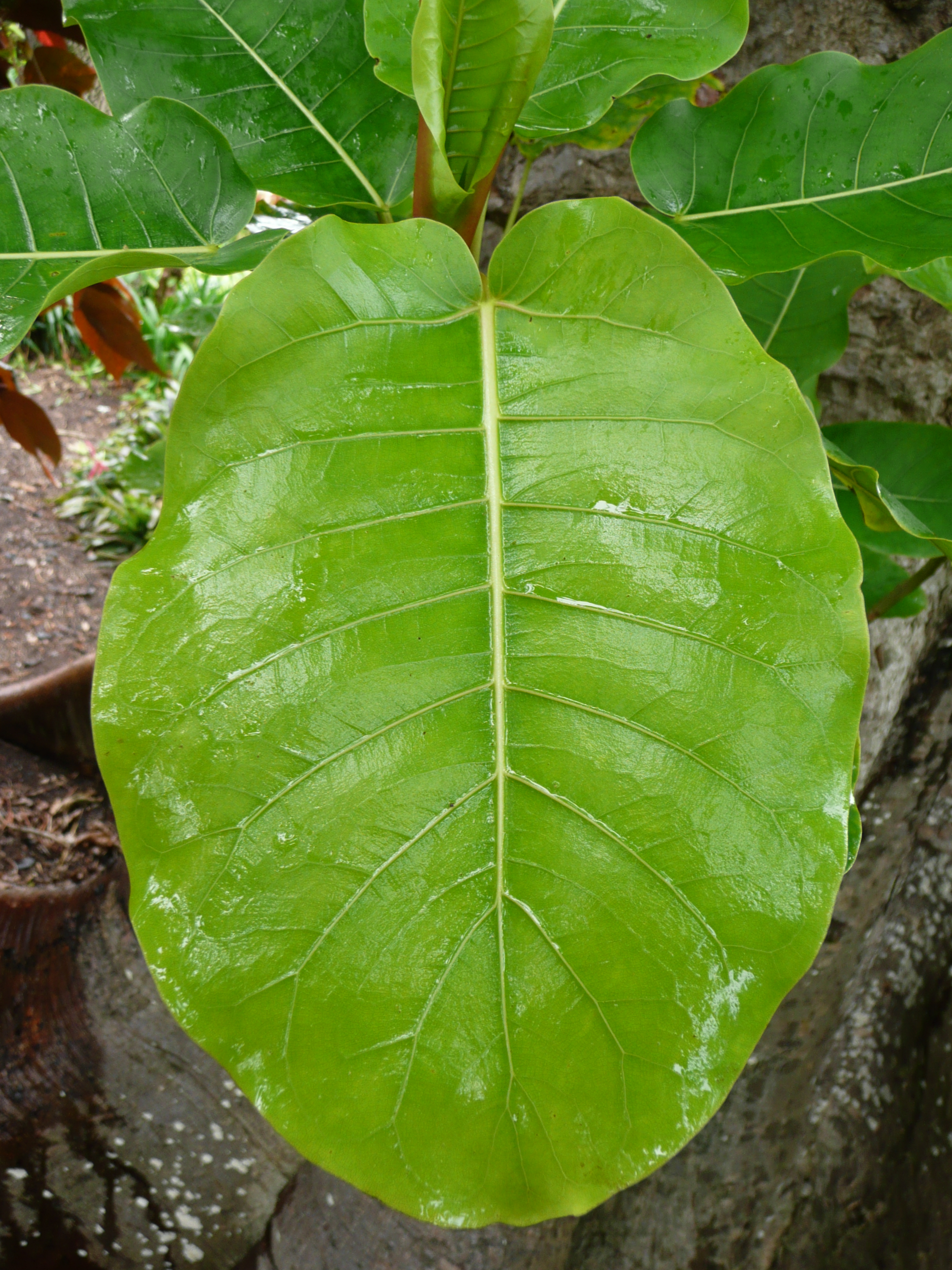
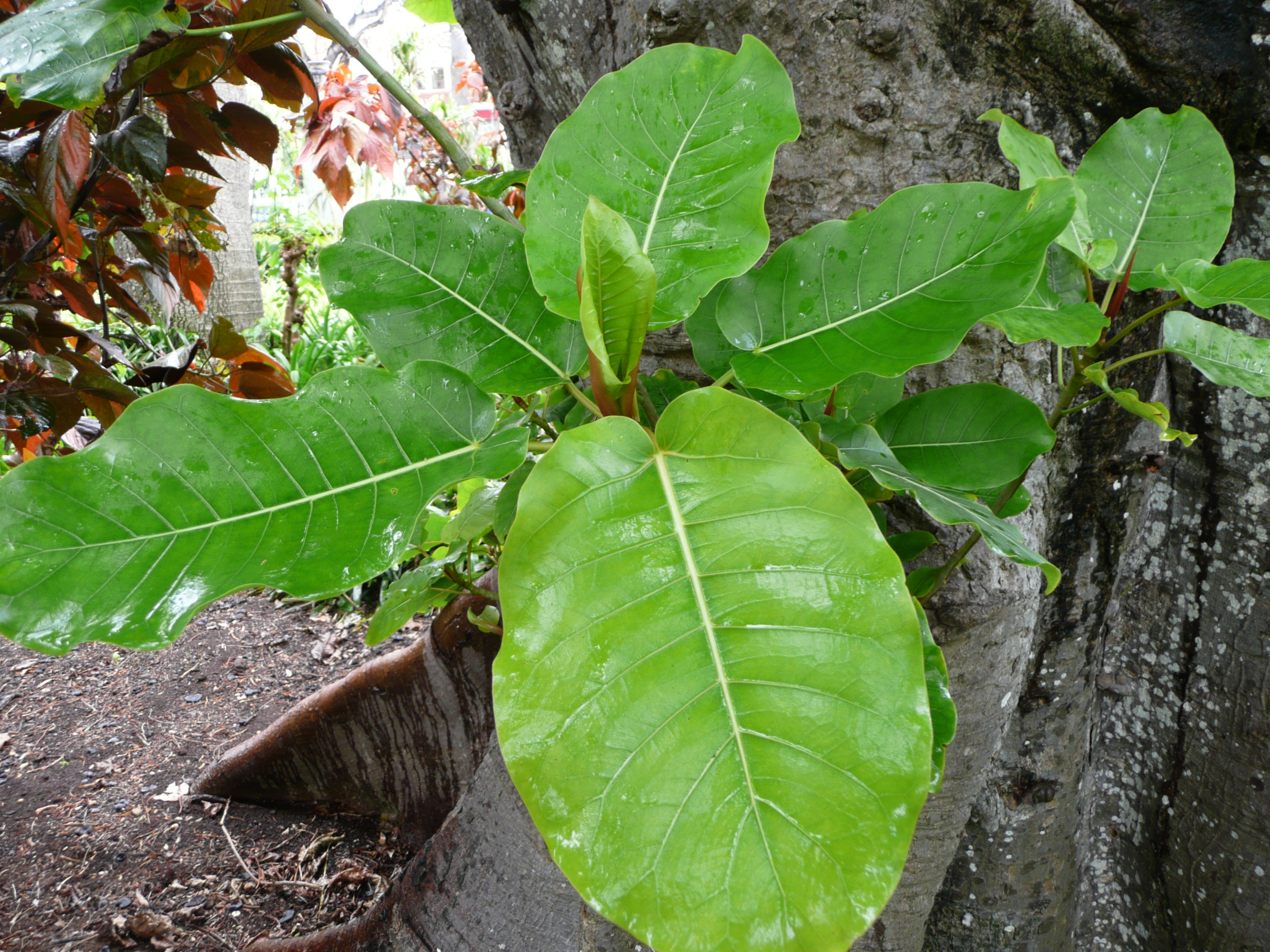
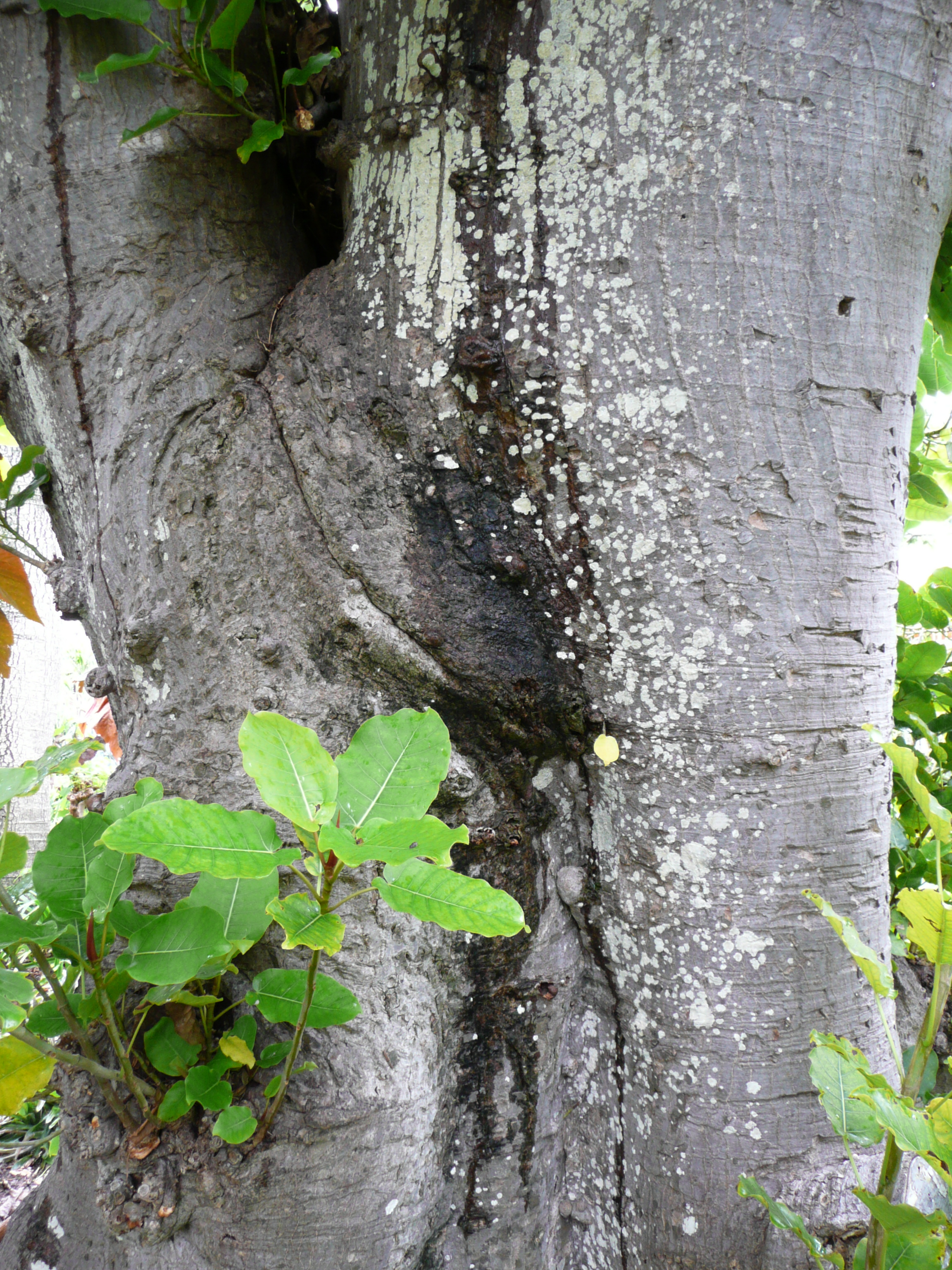